# Milan Drobný
Milan Drobný (* 8. prosince 1944 Praha) je český zpěvák, hudební producent a podnikatel.

## Osobní život
Jeho otec byl důstojníkem československé armády, za II. světové války působil v Československých perutích Královského letectva. 
Rodinný původ byl Drobnému přičten k tíži, když v prvním ročníku gymnázia na chmelové brigádě vyvolal rvačku o dívku se sokem z kádrově dobré rodiny – a byl za to vyloučen. Následně se přihlásil do přijímacího řízení na Státní konzervatoř do oboru Hudební komedie, kdy jeho uvolněné vystupování nadchlo předsedu komise Oldřicha Nového, jenž se pak stal i jeho třídním učitelem. Drobný se při studiu na konzervatoři seznámil s (o pět let starším) Karlem Gottem, s nímž ho pak pojilo celoživotní osobní přátelství. Z konzervatoře byl však na jaře 1963 donucen odejít krátce před dokončením studia, protože získal angažmá v divadle a to bylo z pohledu školy nepřípustné. Krátce poté byl na podzim 1963 odveden na vojnu, kde byl později zařazen do Armádního uměleckého souboru a mohl tedy pokračovat v umělecké činnosti i přes časté kázeňské prohřešky, kvůli kterým byl degradován ze svobodníka zpět na vojína.
V roce 1991 Drobný vystudoval hotelovou školu, aby si mohl otevřít vlastní restauraci „U Huberta“ na Praze 1. Roku 1998 založil vlastní uměleckou Agenturu Drobný, která organizuje vystoupení zpěváků, herců, imitátorů a dalších umělců pro společenské akce včetně charitativních. On sám ve volném čase fotografuje, svá díla vystavoval i na výstavě s názvem Drobného výlety.
Milan Drobný je potřetí ženatý. První manželství (s Michaelou) trvalo dvacet let a pocházejí z něj dcera Michaela (*1972) a syn Jan (*1974). Druhé manželství (s Marcelou) trvalo deset let a přivedlo na svět syna Milana (*1992). Současná manželka Dana Polcaro–Drobná (*1957) je též potřetí provdaná a z předchozích manželství má syna a dceru. Svatba se konala 7. července 2017, za svědky jim šli zpěvačka Yvetta Simonová a herec Luděk Sobota.
Ve volbách 2010 neúspěšně kandidoval za SPOZ do senátu v obvodě č. 34 - Liberec. Získal 1,75 % hlasů, obsadil tak předposlední 8. místo.

## Umělecký život
Svoji profesionální zpěváckou kariéru započal Drobný roku 1962 v soutěži Hledáme nové talenty, organizované Československou televizí. Protože se přihlásil na poslední chvíli a jím upřednostňovaný repertoár Elvise Presleyho neměla tehdejší kapela nacvičený, byl nucen vybírat z jejího repertoáru a rozhodl se pro píseň V ten den, kdy se vrátí déšť od Gilberta Bécauda. Sice tehdy nevyhrál, ovšem zaujal kapelníka Karla Krautgartnera a začal vystupovat s jeho orchestrem, přičemž se v tomto v angažmá znovu potkal s K. Gottem, který zde vystupoval od roku 1958. Příležitostně vystupoval i s Velkým tanečním orchestrem Ferdinanda Petra.
Když divadlo Semafor na konci roku 1962 hledalo náhradu za Waldemara Matušku (který ze Semaforu odešel do Rokoka), tvůrci divadla Jiří Šlitr a Jiří Suchý oslovili K. Gotta. Ten si však jako podmínku svého nástupu stanovil, že spolu s ním musí přijmout i M. Drobného – a když si Suchý se Šlitrem v kavárně Vltava ověřili Drobného vystupování, nic nebránilo tomu, aby tito dva dne 15. února 1963 skutečně vstoupili do souboru divadla Semafor. To se stalo záminkou pro Drobného vyhazov z konzervatoře a následný nástup na vojnu, po jejímž absolvování se v roce 1965 do Semaforu znovu vrátil a vystupoval zde až do roku 1969. Jeho absolutními hity se tehdy staly Písnička pro kočku a Kytky se smály z představení Zuzana je všude jako doma (1965).
Později spolupracoval s Country Beatem Jiřího Brabce, orchestry Karla Vlacha a Václava Hybše, byl například téměř trvalým protagonistou televizní série Diskotéka pro starší a pokročilé. Z jeho sólové dráhy jsou patrně nejznámějšími písněmi Ztrácím svou lásku (1967), Pláču, pláču sůl (1970), Mendocino (1970), Mužný vous (1972), Pojď se mnou na Boubín (1975) nebo Ragtime piano Joe (1979). Jako zpěvák Pragokoncertu zpíval v celé Evropě, například v Jugoslávii, Německu aj., ale i mimo Evropu – v Egyptě, v Kostarice, v Brazílii a na Kubě. Turné po západních zemích pro něj znamenalo šok, navíc tam vycestoval právě v létě 1968, kdy do Československa vtrhla vojska Varšavské smlouvy. Kvůli svým rodičům odmítl nabízenou emigraci a v listopadu 1968 se vrátil do vlasti.
V roce 1994 byl zpívat krajanům v Kanadě a Americe, v roce 2000 absolvoval koncertní turné po Austrálii. Na svých akcích vystupuje s kapelou Nadrobno. 
V roce 1999 produkoval album Novopražské písničky, kde kromě něj zpívají Karel Gott, Hana Zagorová, Jana Švandová, Eva Pilarová, Jiří Krampol a Waldemar Matuška. V roce 2004 produkoval album Písničky jako kytičky.
Od září 2019 má na stanici Český rozhlas Sever vlastní pořad Retro s Milanem Drobným, kde uvádí hlavně pozapomenuté písně a melodie (včetně unikátních archivních nahrávek), přičemž vzpomíná na osobní a umělecké zážitky své i svých kolegů. V době omezení kulturních akcí kvůli covidové pandemii na jaře 2020 nahrával na Youtube své Písničky z karantény a vydal knihu Všude kde jsem byl.

## Ocenění
- 1994 Platinová deska od firmy Supraphon za 2 miliony prodaných nosičů

## Filmografie
- Píseň pro Rudolfa III. (televizní seriál, 1968–69)
- Hodinářova svatební cesta korálovým mořem (absurdní hudební komedie, 1978)
- Trhák (muzikál, 1980) – nápadník Kalinovy dcery
- Diskotéka pro starší a pokročilé (televizní série, 1982–87)
- Zajatec lesa (2001) – starosta obce

## Diskografie

### Gramofonová alba
- Sonntag in Kopenhagen/Das kann nur Liebe sein - - SP
- Wenn Liebe nicht nur ein Wort ist - Polydor - SP
- 1966 Písnička pro kočku / Kytky se smály - SP
- 1967 Pomeranč - Hana Pazeltová/Ztrácím svou lásku - Milan Drobný - Supraphon - SP
- 1968 Oh, Larydou / Nebudu už říkat přísloví- Supraphon - SP
- 1968 Růže růžová / Bonnie a Clyde- Supraphon - SP
- 1968 Socha - Milan Drobný / Yvonne Přenosilová- Supraphon - SP
- 1968 Modrý tričko / Pánbu ví- Supraphon - SP
- 1969 Mám právo žít / Windy- Supraphon - SP
- 1969 Růženec / Potají- Supraphon - SP
- 1969 Jen když tě mám / Slib mi ten můj sen - Supraphon - SP
- 1970 Mendosino / Slunci vzdávám dík- Supraphon - SP
- 1970 Jásej, ženu máš / Páni, já v tom lítám- Supraphon - SP
- 1970 Píseň o tichu / Pláču, pláču sůl- Supraphon - SP
- 1970 Najdu klíč a vejdu branou - Supraphon - LP
- 1971 Řekněte, odkud vás znám / Nejsem harlekýn- Supraphon - SP
- 1972 Mužný vous / Santa Lydia- Supraphon - SP
- 1973 Dala jsi lásku / Kamenný kvítek- Supraphon - SP
- 1973 Mlékaři dolej, platím já / všechno jde stranou- Supraphon - SP
- 1973 Za to může karneval / Jako bude dnes- Supraphon - SP
- 1974 Nádraží - Milan Drobný /Zelené údolí - Jiří Korn- Supraphon - SP
- 1974 Milan Drobný - Supraphon - LP
- 1975 Pojď se mnou na Boubín / Zůstaň upřímná - Supraphon - SP
- 1976 Za to může karneval / Jak bude dnes- Supraphon - SP
- 1977 Děj se co děj / Léto pálí- - SP
- 1979 Táňo, proč tady nejsi / Rybářská - - SP
- 1980 Ragtime piano Joe / Znamení štíra- - SP
- 1982 A teď už vím víc / Ztracená - - SP
- 1984 Maxipes Fík / Mně už to nevadí- - SP
- 1984 Noční host - Supraphon - LP
- 1985 Kytara mě láká (Makin Music For Money) / Jsem stále blízko- Supraphon - SP
- 1986 Máš hvězdy v očích - 16 nej... - Supraphon - LP

### CD alba
- 1994 Cesty ke štěstí - Presston - MC (podtitul - Contry styl)
- 1994 Milan Drobný - To nejlepší z let 1967 - 1989 - Supraphon - CD
- 1996 M.D. v D.J.G s M.K.R. - Presston - CD
- 1999 Jestli se slečno nepletu - Surf - CD
- 2005 Gold - Popron Music - CD
- 2002 Největší hity - Popron Music - MC, CD
- 2004 Ten závod je dlouhý... - Popron Music - CD
- 2007 Pop Galerie - Supraphon - CD
- 2007 Na jednom polštáři pod jednou dekou - Agentura Drobný
- 2011 Milan Drobný - To nejlepší - Supraphon - CD
- 2015 Milan Drobný - A život běží dál ... - Multisonic - CD

### Kompilace
- 1977 Zelené písničky - Panton -05.Král křižovatek
- 1988 Vůně jehličí - Supraphon -08.Padá sníh (Let It Snow)
- 1999 Souhvězdí Gott 2 - GoJa -19. Dívka toulavá - Milan Drobný, Antonín Goldán a Karel Štědrý
- 2001 Šest žen - Jiří Suchý (Divadlo Semafor 7)- Sony Music / Bonton -13.Spodek, filek, král a eso – twist (Milan Drobný, Jiří Jelínek, Pavel Sedláček, Karel Gott, Pavlína Filipovská, Hana Hegerová a Jana Malknechtová.
- 2002 Jako kotě si příst - Jiří Grossmann - Supraphon - 19. Po půlnoci - Milan Chladil a Milan Drobný
- 2005 Zlaté hity - Country Beat Jiřího Brabce - Supraphon (2CD) -04. Po půlnoci - Milan Drobný a Milan Chladil/21. Loď už vyplouvá
- 2006 Country Superpohoda - Supraphon -17.Padá déšť -cd2
- 2007 40 největších hitů z filmů a TV - Karel Svoboda - Universal Music -18. Tak pouze láska kouzlit umí -cd2